# Magyarország a 2013-as fedett pályás atlétikai Európa-bajnokságon
Magyarország a svédországi Göteborgban megrendezett 2013-as fedett pályás atlétikai Európa-bajnokság egyik részt vevő nemzete volt. Az ország a versenyen 7 sportolóval képviseltette magát.

## Eredmények

### Férfi
| Versenyző      | Versenyszám | Előfutam      | Előfutam      | Előfutam      | Elődöntő | Elődöntő | Elődöntő | Döntő   | Döntő    |
| Versenyző      | Versenyszám | Idő           | Hely.         | Össz.         | Idő      | Hely.    | Össz.    | Idő     | Helyezés |
| -------------- | ----------- | ------------- | ------------- | ------------- | -------- | -------- | -------- | ------- | -------- |
| Kazi Tamás     | 800 m       | 1:51,77       | 3.            | 18.           | kiesett  | kiesett  | kiesett  | kiesett | kiesett  |
| Bene Barnabás  | 3000 m      | Nem ért célba | Nem ért célba | Nem ért célba |          |          |          | kiesett | kiesett  |
| Minczér Albert | 3000 m      | 8:17,25       | 10.           | 19.           |          |          |          | kiesett | kiesett  |
| Baji Balázs    | 60 m gát    | 7,67          | 1.            | 5.            | 7,59     | 3.       | 4.       | 7,56    | 4.       |

| Versenyző  | Versenyszám | Selejtező | Selejtező | Döntő    | Döntő    |
| Versenyző  | Versenyszám | Eredmény  | Helyezés  | Eredmény | Helyezés |
| ---------- | ----------- | --------- | --------- | -------- | -------- |
| Szabó Márk | Távolugrás  | 7,62 m    | 16.       | kiesett  | kiesett  |

| Versenyző    | Versenyszám | 60 m | 60 m | Távolugrás | Távolugrás | Súlylökés | Súlylökés | Magasugrás | Magasugrás | 60 m gát | 60 m gát | Rúdugrás | Rúdugrás | 1000 m  | 1000 m  | Végeredmény | Végeredmény |
| Versenyző    | Versenyszám | Idő  | Pont | Eredmény   | Pont       | Eredmény  | Pont      | Eredmény   | Pont       | Idő      | Pont     | Eredmény | Pont     | Idő     | Pont    | Pont        | Helyezés    |
| ------------ | ----------- | ---- | ---- | ---------- | ---------- | --------- | --------- | ---------- | ---------- | -------- | -------- | -------- | -------- | ------- | ------- | ----------- | ----------- |
| Szabó Attila | Hétpróba    | 7,06 | 861  | 6,89       | 788        | Feladta   | Feladta   | Feladta    | Feladta    | Feladta  | Feladta  | Feladta  | Feladta  | Feladta | Feladta | Feladta     | Feladta     |

### Női
| Versenyző    | Versenyszám | Selejtező | Selejtező | Döntő    | Döntő    |
| Versenyző    | Versenyszám | Eredmény  | Helyezés  | Eredmény | Helyezés |
| ------------ | ----------- | --------- | --------- | -------- | -------- |
| Márton Anita | Súlylökés   | 17,22 m   | 12.       | kiesett  | kiesett  |